# Завод карбіду кремнію в Пуенте-де-Ваділлос
Завод карбіду кремнію в Пуенте-де-Ваділлос — виробничий майданчик в центральній частині Іспанії.
В 1950 році компанія Navarro SiC запустила в Пуенте-де-Ваділлос завод карбіду кремнію. Наразі цей майданчик може щорічно випускати 10 тисяч тонн зазначеного продукту, а також займається його обробкою (зокрема, приймає для обробки продукцію заводу в Мансілья-де-лас-Мулас).
Майданчик обладнаний 6 групами печей Ачесона, в яких за температури до 2500 градусів провадиться плавка нафтового коксу разом з джерелом кремнію — піском високої чистоти або кварцом.